# Леві Тідгар
Леві Тідгар (івр. לביא תדהר, англ. LavieTidhar; нар. 16 листопада 1976) — англомовний письменник родом з Ізраїля. Працює у кількох жанрах. Тривалий час жив у Великій Британії і Південній Африці, деякий час також мешкав у Лаосі та Вануату. Станом на 2013 рік, жив у Лондоні. Його роман «Усама» виграв 2012 року Всесвітню премію фентезі за найкращий роман, обійшовши «11/22/63» Стівена Кінга і «Танець з драконами» Джорджа Мартіна. Його роман «Людина бреше мріючи» здобув у 2015 році Відкриту премію Джервуда з фантастики в розмірі 5000 фунтів стерлінгів за найкращу британську фантастику.

## Ранні роки
Тідгар зростав у комунальній атмосфері ізраїльського кібуца. Він почав посилено подорожувати з 15-річного віку і відобразив свій досвід мандрівника у кількох своїх творах.

## Премії і відзнаки
- 2016 — Міжнародна Дублінська літературна премія IMPAC за A Man Lies Dreaming (Людина бреше мріючи).[5]
- 2015 — лауреат Відкритої премії Джервуда з фантастики 2015 за роман A Man Lies Dreaming.[3]
- 2015 — висунутий на здобуття Британської премії з фентезі за найкращий роман, за роман A Man Lies Dreaming[6]
- 2015 — Британська премія з фентезі, найкраща збірка, за Black Gods Kiss
- 2015 — Міжнародна Дублінська літературна премія IMPAC, за «Насильницьке століття».[7]
- 2012 — Світова премія з фентезі, за найкращий роман, за роман «Усама».[8][9]
- 2012 — Британська премія з фентезі за найкращу новелу, за Gorel & The Pot-Bellied God.
- 2012 — лауреат премії Британської асоціації наукової фантастики за науково-популярний твір, за The World SF Blog (світовий науково-фантастичний блог).
- 2012 — висунутий на здобуття Меморіальної премії імені Джона Кемпбелла за найкращий роман (роман «Усама»).
- 2012 — висунутий на Премію за альтернативну історію Sidewise, повна форма, за Camera Obscura.
- 2012 — висунутий на Премію Британської асоціації наукової фантастики за найкращий роман (роман «Усама»).
- 2012 — висунутий на премію Kitschies, за найкращий роман (роман «Усама»).[10]
- 2011 — висунутий на Світову премію з фентезі, спеціальна премія — Non Professional, for the World SF Blog.
- 2011 — висунутий на Меморіальну премію імені Теодора Стерджона, найкраще оповідання, за The Night Train.
- 2011 — висунутий на премію Airship Award, найкращий роман, за Camera Obscura.
- 2011 — висунутий на премію Geffen Award, найкращий роман, за The Tel Aviv Dossier (з ізраїльським письменником Нір Янів)
- 2010 — Last Drink Bird Head Award Winner, за the World SF Blog
- 2010 — висунутий на Geffen Award, найкращий роман, за Retzach Bidyoni (з Нір Янів)
- 2009 — висунутий на WSFA Small Press Award, найкраще оповідання, за «Hard Rain at the Fortean Cafe»
- 2006 — висунутий на Geffen Award, найкраще оповідання, за «Poter Ta'alumot Be'chesed»
- 2003 — переможець Міжнародного змагання з наукової фантастики імені Кларк-Бредбері за оповідання (Temporal Spiders, Spatial Webs)

### Романи
- A Man Lies Dreaming, Hodder & Stoughton, 2014. Рецензія у Guardian
- The Violent Century, Hodder & Stoughton, 2013. Рецензія у Guardian
- Osama. PS Publishing, 2011. Review in the Los Angele Review of Books [Архівовано 4 жовтня 2015 у Wayback Machine.]
- The Bookman. Angry Robot Books, 2010.
- Camera Obscura. Angry Robot Books, 2011.
- The Great Game. Angry Robot Books, 2012.
- Martian Sands. PS Publishing, 2013.
- The Tel Aviv Dossier. Canada: ChiZine Publications, 2009 (з ізраїльським літератором Нір Янів).

### Новели
- An Occupation of Angels. United Kingdom: Pendragon press 2005. United States: Apex Publications 2010.
- Cloud Permutations. United Kingdom: PS Publishing 2010.
- Gorel and The Pot-Bellied God. United Kingdom: PS Publishing 2011.
- Jesus & The Eightfold Path. United Kingdom: Immersion Press 2011.

### Збірки
- Black Gods Kiss. United Kingdom: PS Publishing. 2015. Збірка п'яти пов'язаних оповідань (у тому числі однієї новели), дотичних до новели Тідгара Gorel & The Pot-Bellied God (2011), що виграла попередню Британську премію з фентезі.
- HebrewPunk. United States: Apex Publications. 2007. Збірка чотирьох пов'язаних оповідань з переосмислення палп-фентезі єврейськими поняттями.

### Графічні романи
- Going to the Moon. United Kingdom: House of Murky Depths, 2012. With artist Paul McCaffrey.
- Adolf hitler's «I Dream of Ants!». United Kingdom: House of Murky Depths, 2012. With artist Neil Struthers.
- Adler. United Kingdom: Titan Comics. Forthcoming 5-part miniseries. With artist Paul McCaffrey.

### Оповідання

#### Вибрані збірники
- «The Drowned Celestrial», Old Venus, за редакцією Джорджа Мартіна та Гарднера Дозуа, Bantam Books 2015[11]
- «A Brief History of the Great Pubs of London» — Pandemonium: Stories of the Smoke, edited by Anne C. Perry and Jared Shurin, Jurassic London 2012
- «The Night Train», Strange Horizons, 2010. Reprinted in both Gardner Dozois's The Year's Best Science Fiction: Twenty Eighth Annual Collection and in Jonathan Strahan's The Best Science Fiction and Fantasy of the Year: Volume 5.
- «The Spontaneous Knotting of an Agitated String», Fantasy Magazine, 2010. Reprinted in Gardner Dozois's The Year's Best Science Fiction: Twenty Eighth Annual Collection
- «The Integrity of the Chain», Fantasy Magazine, 2009. Reprinted in Gardner Dozois' The Year's Best Science Fiction: Twenty Seventh Annual Collection
- «Lode Stars» — The Immersion Book of SF, edited by Carmelo Rafala, Immersion Press 2010
- «To The Jerusalem Crater», Dark Faith, edited by Maurice Broaddus and Jerry Gordon, Apex Books 2010
- «The Solnet Ascendancy», Shine, edited by Jetse de Vries, Solaris 2010
- «The Love-Craft» — Postscripts anthology series, edited by Peter Crowther and Nick Gevers, PS Publishing, 2009
- «Shoes» — Interfictions II, за редакцією Делії Шерман і Крістофера Баржака, Small Beer Press 2009
- «Set Down This» — Phantom, edited by Sean Wallace and Paul Tremblay, Prime Books 2009
- «One Day, Soon» — Lovecraft Unbound, edited by Ellen Datlow, Dark Horse Comics 2009
- «Shira» — The Del Rey Books of Science Fiction & Fantasy, edited by Ellen Datlow, Del Rey Books 2008
- «My travels with Al-Qaeda» — Salon Fantastique, edited by Ellen Datlow and Terry Windling, Thunder's Mouth Press 2006
- «Bophuthatswana» — Glorifying Terrorism, edited by Farah Mendlesohn, 2007
- «Grandma's Two Watches» — Nemonymous Five, 2005
- «The Ballerina» — Nemonymous Three, 2003

#### Вибрані оповідання в Інтернет-журналах
- «Aphrodisia», Strange Horizons, 2010
- «Butterfly and the Blight at the Heart of the World», Daily Science Fiction, 2010
- «The Language of the Whirlwind», Clarkesworld Magazine, 2010
- «Spider's Moon», Futurismic, 2009
- «Jews in Antarctica», Fantasy Magazine, 2009
- «The Dying World», Clarkesworld Magazine, 2009
- «The Shangri-La Affair», Strange Horizons, 2009. [Part One] [Part Two]
- «Blakenjel», Apex Magazine, 2008
- «The Mystery of the Missing Puskat», Chizine, 2008
- «Uganda», Flurb, 2008
- «Elsbeth Rose», Fantasy Magazine, 2007
- «High Windows», Strange Horizons, 2006
- «304, Adolf Hitler Strasse», Clarkesworld Magazine, 2006
- «The Dope Fiend», Sci Fiction, 2005

#### Цикл оповідань «Центральна станція»
Деякі з оповідань Тідгара, на думку автора, пов'язані одне з одним в такому хронологічному порядку:
- «The Indignity of Rain», Interzone, 2012
- «Under the Eaves», Robots: The Recent A.I., 2012 (Dozois’ Year's Best, Horton's Year's Best)
- «Robotnik», Dark Faith II, 2012
- The Smell of Orange Groves, Clarkesworld, 2011 (Dozois’ Year's Best, Strahan's Year's Best, Polish translation)
- «Crabapple», Daily Science Fiction, 2013
- The Lord of Discarded Things, Strange Horizons, 2012
- Strigoi. Interzone, 2012
- «The Book Seller». Interzone, 2013
- «Vladimir Chong Chooses to Die», Analog, 2014
- «The Oracle», Analog, 2013
- «The Core», Interzone, 2013